# Dávid Hancko
Dávid Hancko (* 13. prosince 1997, Bojnice) je slovenský fotbalový reprezentant hrající za španělský klub Club Atlético de Madrid.

## Klubová kariéra

### MŠK Žilina
Hancko debutoval ve slovenské lize 12. března 2016 proti FK ŽP ŠPORT Podbrezová. UEFA Hancka zařadila na seznam 50 největších talentů pro sezonu 2018/19.

### ACF Fiorentina
V červnu 2018 Hancko podepsal pětiletou smlouvu s italskou Fiorentinou. V italské lize debutoval 22. září 2018 proti S.P.A.L.u. Dále se objevil v základní sestavě proti Juventusu a Neapoli, jinak ale nastoupil pouze dvakrát jako náhradník, zasáhl tak pouze do pěti utkání.

#### AC Sparta Praha (hostování)
V srpnu 2019 Hancko odešel na roční hostování do Sparty. Za Spartu debutoval 8. srpna v utkání 3. předkola Evropské ligy proti Trabzonsporu, když nastoupil do závěrečných minut. Ligový debut odehrál 11. srpna proti Mladé Boleslavi. Ve stejném zápase si připsal i první gól, když si ve 29. minutě dobře naskočil na rohový kop Davida Moberga Karlssona.
Podle renomovaného italského novináře Gianlucy Di Marzia se v létě 2021 Sparta rozhodla Hancka vykoupit z Fiorentiny za 2,5 milionu euro.

## Soukromý život
V únoru 2022 se po dvouletém vztahu oženil s českou tenistkou Kristýnou Plíškovou. 1. června téhož roku se jim narodil syn Adam.